# Dornier
Dornier («Дорнье́») — немецкая авиастроительная компания, основанная изначально в 1914 году под Клаудиуса Дорнье и превратившаяся в отдельное предприятие в 1922. Компания занималась строительством летающих лодок, в дальнейшем — и бомбардировщиков для Люфтваффе.

## История
Начав свою карьеру в компании «Цеппелин люфтшифсбау» в 1910 году, Клаудиус Дорнье произвёл впечатление на своего руководителя, графа фон Цеппелина. В итоге в 1914 году Цеппелин создает в Фридрихсхафене дочернюю компанию «Цеппелин верке Линдау ГмбХ», специально для конструирования самолётов по оригинальным идеям Дорнье. С 1915 по 1918 годы Дорнье возглавлял производство цельнометаллических самолётов, включая большие летающие лодки.
Первым самолётом Дорнье была большая летающая лодка Rs.I, которая выделялась своими размерами и впервые используемым в Германии дюралем. Лодка была спущена на воду в октябре 1915 года, но была разбита ещё до первого полета. За ней последовали ещё три цельнометаллические летающие лодки — Rs.II, III, IV, построенные на «Цеппелин Линдау» в последующие три года.
В 1916 году конструкторское бюро Дорнье было переведено в Симос под Фридрихсгафеном, где оно вело работу не только над гидросамолетами. В 1917 году взлетел двухместный истребитель-штурмовик CL.I, построенный для проверки разработок Дорнье в области работающей обшивки. Одноместный истребитель D.I построенный в 1918 году имел фюзеляж с работающей обшивкой, свободнонесущее крыло с торсионной коробкой и сбрасываемым топливным баком под фюзеляжем. Но самолёты разработки Дорнье были скорее опытами в области технологии, чем серьёзными попытками создать серийные образцы. Ни один из них не был запущен в серийное производство.
После окончания Первой мировой войны Дорнье переключился на коммерческую авиацию. 31 июля 1919 года полетела шестиместная пассажирская лодка Gs.I. Она отличалась устойчивым широким корпусом со спонсонами-«штуммелями», ставшими визитной карточкой Дорнье на многие последующие годы. Летающая лодка имела большой успех, но после демонстрации в Голландии союзники потребовали её разрушения, как самолёта, попадающего под запрещения Контрольной комиссии. Gs.I была потоплена у Киля 25 апреля 1920 года, а работа по достройке двух девятиместных Gs.II не была закончена.
На заводе в Манцеле, где продолжал работать Дорнье, стали выпускаться небольшие самолёты, укладывающийся в ограничения, установленные союзниками — маленький пятиместный Cs.II Дельфин (полетевший 24 ноября 1920 года, на следующий год последовал его сухопутный вариант С.III Комета) и двухместная летающая лодка Либелла-I.
В 1922 году «Цеппелин верке Линдау ГмбХ» стала называться «Дорнье металлбаутен ГмбХ». Так как производство больших самолётов в Германии после Первой мировой войны было запрещено, то Клодиус Дорнье начал производство летающей лодки Gs.II, названной им «Wal» («Кит»), в Италии, на созданной в Марина-ди-Пиза дочерней фирме CMASA. Первая летающая лодка полетела 6 ноября 1922 года. Эти лодки использовались для почтовых и пассажирских перевозок в 1920—1930 гг., количество построенных за тот период машин превысило 260 экземпляров. Самолёт строился по лицензии в Японии, Голландии и Испании.
Тем временем работа в Манцеле ограничивалась в основном выпуском небольших коммерческих Дельфина и Кометы, а с 1925 года — шестиместного Меркура. Тайно работали и над военными самолётами, включая Do.Н Фальке и Зеефальке — цельнометаллическим свободнонесущим истребителем-монопланом с поплавковым и колесным шасси, прототип которого поднялся в воздух 1 ноября 1922 года. Лицензию на истребитель приобрела Кавасаки, хотя и не использовала её.
Ещё одним военным самолётом, созданным в середине 1920-х, стал Do.D — двухпоплавковый бомбардировщик-торпедоносец, который впервые полетел в июле 1926 года и поступил на вооружение югославской морской авиации.
В 1926 году Дорнье перебрался в Швейцарию, где основал новую фирму «AR фюр Дорнье флюгцойг» и начал проектирование самой большой для того времени летающей лодки — 12-моторной Do X, с 1932 года Дорнье вновь стал работать в Германии, возглавив фирму Dornier-Werke GmbH.
Тяжёлые бомбардировщики Dornier Do 23 (модификация Dornier Do 11) — 282 машины, производились в 1934—1935 гг.

### Вторая мировая война
Ещё перед Второй мировой войной Дорнье создал средний бомбардировщик До-17, являвшийся одним из основных бомбардировщиков Люфтваффе (выпускался с 1937 по 1940 гг.), затем усовершенствованный и применявшийся в военных действиях под обозначением До-217 (выпуск с ноября 1940 по май 1944 года, 1905 машин).
Проектировался тяжёлый бомбардировщик Dornier Do 317 (развитие Dornier Do 217).
Построено 105 экземпляров лёгких бомбардировщиков/разведчиков Do 215.
Были поставлены Люфтваффе 150 летающих лодок Dornier Do 18 (выполняющих роль морских разведчиков дальнего действия) и 279 Dornier Do 24.
На предприятиях фирмы производился известный истребитель Focke-Wulf Fw.190, также за 1944 г. были произведены 258 тяжёлых истребителей Me.410.
В конце войны была создана революционная конструкция — тяжёлый истребитель Do 335 «Pfeil», с двумя тандемно расположенными двигателями.

### Послевоенный период
После Второй мировой войны фирма Дорнье занималась производством самолётов для частного пользования, возобновив свою деятельность в Испании в 1949 году, а в июне 1954 года состоялся первый полет самолёта Do 25, который имел один двигатель ENMA Tайгер (ENMA Tiger) мощностью 150 л. с.. 50 похожих самолётов появились впоследствии под обозначением CASA C-127.
Разработанный на основе этого самолёта опытный Do 27 поднялся в воздух 8 апреля 1955 года. Производство Do 27A осуществлялось в Германии на заводе Дорнье-Верке.
Сам Дорнье в 1962 году отказался от руководства фирмой и уехал в Швейцарию.
В 19?? г. вошла в состав Daimler-Benz Aerospace.
В 1996 году предприятие было приобретено американской компанией Fairchild Aircraft с образованием компании Fairchild Dornier .
Главный офис располагался вл городке Оберпфаффенхофен недалеко от Мюнхена. В штате компании имелось 3600 сотрудников в Германии и 700 в США и до последнего времени она была третьей по величине компанией на растущем рынке региональных реактивных самолётов, уступая лишь канадской Bombardier и бразильской Empresa Brasileira de Aeronautica. 72% акций Fairchild Dornier принадлежали американской группе Clayton Dubilier Rice, 24 % — компании Allianz Capital Partners (дочка германского Allianz AG); остальные акции распределены между представителями руководства и другими инвесторами. 
В апреле 2002 г. компания объявила себя банкротом, причиной стали слишком высокие затраты на разработку реактивных самолётов, а также последствия терактов 11 сентября.

## Авиационные проекты

### до 1933
- Dornier Gs  (1919)
- Dornier Do A Libelle (I 1921, III переработанный Do 12)
- Dornier Spatz  (1922)
- Dornier Do B Murkur (развитие Do C, 1926)
- Dornier Do C Komet (I 1921, II 1922, III 1926)
- Dornier Do C 2, 3, 4
- Dornier Do D (1929)
- Dornier Do E (1924)
- Dornier Do F (1932, преобразован в Do 11, 13, 23)
- Dornier Do G Grief (отменённый проект, 1920)
- Dornier Do H Falke (1922, Dornier-Zeppelin D.I)
- Dornier Do J Wal (1922)
- Dornier Do K (K 1 1929, K 2 1929, K 3 1931)
- Dornier Do L Delphin (I 1920, II 1921, III 1927)
- Dornier Do N (разработан как японский Ka 87, 1926)
- Dornier Do O Wal  (1924)
- Dornier Do P (1930)
- Dornier Do R.2 and R.4 Superwal (1924)
- Dornier Do S (1930)
- Dornier Do T
- Dornier Do U
- Dornier Do X (1929)
- Dornier Do Y (1930, переработан в Do 15)

### 1933—1945
- Dornier Do 10
- Dornier Do 11
- Dornier Do 12
- Dornier Do 13
- Dornier Do 14 (прототип)
- Dornier Do 15
- Dornier Do 16 (летающая лодка, ~250 экз.)
- Dornier Do 17
- Dornier Do 18
- Dornier Do 19[англ.] (четырёхмоторный тяжёлый бомбардировщик, 3 экз.)
- Dornier Do 22 (летающая лодка, ~30 экз.)
- Dornier Do 23 (средний бомбардировщик, 282 экз.)
- Dornier Do 24 (летающая лодка, 279 экз.)

- Dornier Do 26 (проект летающей лодки с крылом «крылья чайки», 6 экз.)
- Dornier Do 212 (прототип летающей лодки/самолёта-амфибии)
- Dornier Do 214 (проект)
- Dornier Do 215 (лёгкий бомбардировщик / разведчик, на базе Do 217)
- Dornier Do 216 (проект)
- Dornier Do 217 (1905 экз.)
- Dornier Do 247 (проект)
- Dornier Do 317
- Dornier Do 335 «Pfeil»

### Послевоенные
- Dornier Do 25 (прототип для Do 27)
- Dornier Do 27
- Dornier Do 28
- Dornier Do 29
- Dornier Do 31
- Dornier Do 32 (вертолёт)
- Dornier Do 128
- Dornier 228
- Dornier Do 231
- Dassault/Dornier Alpha Jet
- Dornier 328
- Fairchild Dornier 328JET
- Fairchild Dornier 528JET
- Fairchild Dornier 728JET
- Fairchild Dornier 928JET
- Dornier Seawings Seastar
- Dornier S-Ray 007
- SAIA 90 (совместно с FMA)

## Автомобильные проекты
- Dornier Delta
- Dornier Delta II, разработана для автопроизводителя Hymer

## Прочее
Была образована дочерняя компания Dornier MedTech, работающая в сотрудничестве с европейским оборонным ведомством EADS. Ею были разработаны различные приборы, такие как аппарат ударно-волновой терапии Dornier S, HM3 и Compact Delta для лечения почечнокаменной болезни, также различный лазерный инструментарий.
В 1990 году по заказу Европейского космического агентства Dornier GmbH была создана камера Faint Object Camera (FOC), установленная на космическом телескопе «Хаббл», до замены её в 2002 году на Advanced Camera for Surveys.
Рядом с терминалом аэропорта Фридрихсхафен находится музей, посвящённый авиастроительной компании Dornier Flugzeugwerke.